# Boucles de la Mayenne
Boucles de la Mayenne er et etapeløb i landevejscykling, som foregår i departementet Mayenne i Frankrig. Løbet er af kategori 2.Pro og en del af UCI ProSeries. Løbet blev for første gang arrangeret i 1975, men var fra 1975 til 2004 reserveret for amatører. 

## Vindere
| År                 | Vinder               | Toer                   | Treer                  |
| ------------------ | -------------------- | ---------------------- | ---------------------- |
| for amatører       |                      |                        |                        |
| 1975               | Alain Meslet         | Patrice Testier        |                        |
| 1976               | Patrice Testier      |                        |                        |
| 1977               | Patrick Guay         |                        | Serge Coquelin         |
| 1978               | Marc Gomez           |                        |                        |
| 1979               | Marc Madiot          |                        |                        |
| 1980               | Serge Coquelin       | Jean-Luc Moreul        |                        |
| 1981               | René Tremblay        | Philippe Tranvaux      | Alain Bizet            |
| 1982               | Serge Coquelin       | Philippe Tranvaux      |                        |
| 1983               | Hubert Graignic      |                        |                        |
| 1984               | Serge Coquelin       |                        | François Lemarchand    |
| 1985               | Zbigniew Krasniak    |                        |                        |
| 1986               | Gaëtan Leray         |                        | Dominique Le Bon       |
| 1987               | Philippe Dalibard    |                        |                        |
| 1988               | Laurent Bezault      |                        | Pierre-Henri Menthéour |
| 1989               | Philippe Dalibard    | Pascal Churin          |                        |
| 1990               | Jean-Cyril Robin     |                        |                        |
| 1991               | Pascal Basset        |                        | Philippe Dalibard      |
| 1992               | Pascal Hervé         | Jean-Christophe Currit | Pascal Churin          |
| 1993               | David Derique        |                        | Jean-Philippe Rouxel   |
| 1994               | Gérald Bigot         | Nicolas Jalabert       |                        |
| 1995               | Stéphane Conan       |                        | Camille Coualan        |
| 1996               | David Delrieu        |                        |                        |
| 1997               | Christophe Thébault  |                        | Franck Trottel         |
| 1998               | Martial Locatelli    | Ludovic Turpin         |                        |
| 1999               | Stéphane Pétilleau   | Franck Rénier          | Raphael Jeune          |
| 2000               | Stéphane Pétilleau   | Frédéric Delalande     | Guillaume Judas        |
| 2001               | Arnaud Chauveau      | Юрій Кривцов           | Stéphane Cougé         |
| 2002               | Freddy Bichot        | Frédéric Lecrosnier    | Franck Champeymont     |
| 2003               | Sandro Güttinger     | Bas Giling             | David Lelay            |
| 2004               | Sébastien Duret      | Cyril Lemoine          | Jean-Luc Delpech       |
| for professionelle |                      |                        |                        |
| 2005               | Aljaksandr Kutjynski | Andrey Pchelkin        | Stefano Boggia         |
| 2006               | Koji Fukushima       | Markus Eichler         | Nicolas Rousseau       |
| 2007               | Nicolas Vogondy      | Bobbie Traksel         | Niels Albert           |
| 2008               | Freddy Bichot        | Franck Charrier        | Thomas Berkhout        |
| 2009               | Janek Tombak         | Rémi Cusin             | Lilian Jégou           |
| 2010               | Jérémie Galland      | Gregory Habeaux        | Guillaume Malle        |
| 2011               | Jimmy Casper         | Sébastien Turgot       | Steven Tronet          |
| 2012               | Laurent Pichon       | Nico Sijmens           | Alexandre Pliuschin    |
| 2013               | David Veilleux       | Marc Fournier          | Florian Vachon         |
| 2014               | Stéphane Rossetto    | Brice Feillu           | Mike Teunissen         |
| 2015               | Anthony Turgis       | Andrea Pasqualon       | Pierre-Luc Périchon    |
| 2016               | Bryan Coquard        | Anthony Delaplace      | Thomas Boudat          |
| 2017               | Mathieu van der Poel | Johan Le Bon           | Clément Venturini      |
| 2018               | Mathieu van der Poel | Romain Seigle          | Eli Iserbyt            |
| 2019               | Thibault Ferasse     | Mauricio Moreira       | Bryan Coquard          |
| 2021               | Arnaud Démare        | Philipp Walsleben      | Kristoffer Halvorsen   |
| 2022               | Benjamin Thomas      | Benoît Cosnefroy       | Alex Aranburu          |
| 2023               | Oier Lazkano         | Arnaud Démare          | Axel Zingle            |
| 2024               | Alberto Bettiol      | Benoît Cosnefroy       | Axel Zingle            |